# Leuretra pectoralis
Leuretra pectoralis är en skalbaggsart som beskrevs av Wilhelm Ferdinand Erichson 1847. Leuretra pectoralis ingår i släktet Leuretra och familjen Melolonthidae. Inga underarter finns listade i Catalogue of Life.